# هورتن
هورتن (به لاتین: Horten) یک سکونتگاه مسکونی در نروژ است که در تلمارک واقع شده‌است.

## خصوصیات
هورتن ۷۰ کیلومترمربع مساحت و ۲۴٬۶۷۱ نفر جمعیت دارد.

## خواهرخوانده
شهر Loviisa خواهرخواندهٔ هورتن هست.